# 555 Norma
555 Norma
555 Norma là một tiểu hành tinh ở vành đai chính. Nó được xếp loại tiểu hành tinh kiểu C, có bề mặt tối và dường như được cấu tạo bằng vật liệu cacbonat nguyên thủy.
Tiểu hành tinh này do Max Wolf phát hiện ngày 14.01.1905 ở Heidelberg và được đặt theo tên Norma, nhân vật trong vở opera cùng tên của Vincenzo Bellini.